# 73511 Lovas
73511 Lovas este un asteroid din centura principală de asteroizi.

## Descriere
73511 Lovas este un asteroid din centura principală de asteroizi. A fost descoperit pe 25 decembrie 2002 la Piszkesteto de Krisztián Sárneczky. Asteroidul prezintă o orbită caracterizată de o semiaxă mare de 3,14 ua, o excentricitate de 0,09 și o înclinație de 15,9° în raport cu ecliptica.